# Leg curl
El leg curl ("flexió de cames") és un exercici amb sobrecàrregues, practicat en la majoria dels casos a la màquina específica del mateix nom, dirigit principalment a estimular els músculs isquiotibials i altres músculs flexors del genoll.

## Execució

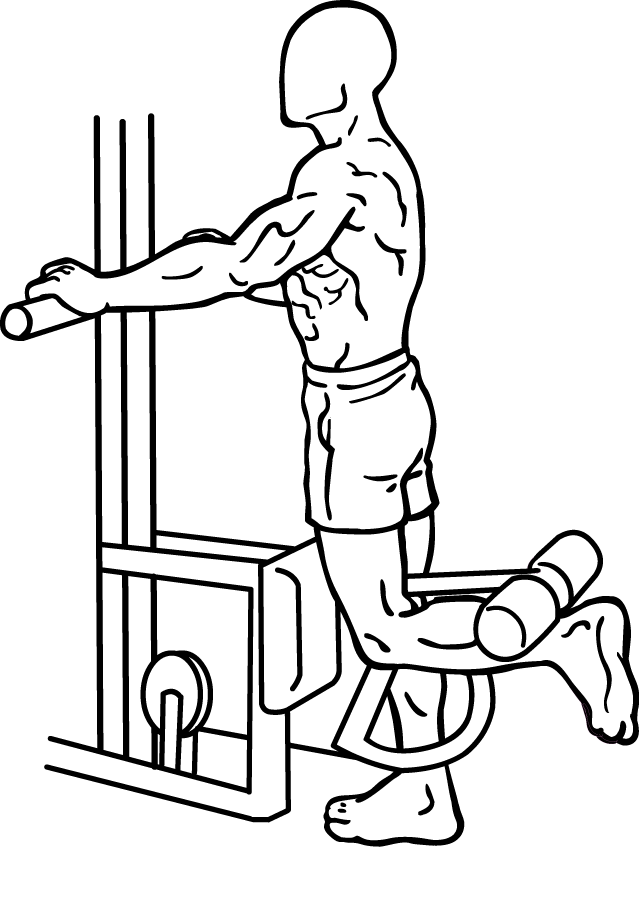
Final de la fase excèntrica del curl de cames dempeus.

El leg curl és un exercici amb sobrecàrregues, en la majoria dels casos practicat amb maquinària, que requereix un moviment uniarticular de flexió de la cama sobre la cuixa. Les tres variacions principals es realitzen totes amb màquines carregades, dues de les quals impliquen el moviment amb la cuixa inicial estesa al maluc i una amb la cuixa flexionada al maluc. Les tres modalitats principals són el Lying leg curl (realitzat ajagut pron), el Standing leg curl (realitzat unilateralment dempeus) i el Seated leg curl assegut (realitzat assegut). Tot i que hi pot haver diferències biomecàniques entre les tres modalitats, en particular entre la variant asseguda i les dues restants, totes comparteixen el moviment monoarticular que implica la flexió de la cama sobre la cuixa. El moviment és dirigit principalment a estimular els isquiotibials, un grup muscular format per tres caps específics, és a dir, el bíceps femoral, el semimembranós i el semitendinós, que tenen la tasca de flexionar la cama sobre la cuixa, i d'estendre la cuixa sobre la cuixa sobre el maluc. No obstant això, molts altres músculs estan implicats en el moviment de flexió de la cama, inclosos el gastrocnemi, el popliti, el sartori i el gràcil. Durant la fase d'inici, la part posterior dels turmells es col·loca contra l'encoixinat, de manera que proporcionen resistència durant el moviment de flexió. És important ajustar el coixinet cilíndric perquè quedi adherit al coll posterior dels turmells sense rodar sobre els panxells en fase positiva, de manera que la resistència exerceixi pressió sobre l'extrem del braç de palanca. A més, seria recomanable alinear el fulcre de la màquina amb el fulcre de l'articulació del genoll. Durant la fase concèntrica el taló s'acosta el més possible a la natja; en la fase excèntrica es baixa la càrrega fins a arribar a la posició inicial mitjançant un moviment controlat., però sense fer que el múscul perdi tensió.

### Leg curlajagut pron (Lying leg curl)
El Lying leg curl (Lying leg curl o Prone leg curl ) és probablement el més popular dels tres tipus principals de leg curl. S'han expressat opinions contradictòries sobre la funcionalitat del lying leg curl: alguns autors teoritzen que és el millor per aïllar els isquiotibials, altres atribueixen una major capacitat d'aïllar el bíceps femoral en detriment del semimembranós i semitendinós, encara altres afirmen que estimula els isquiotibials menys que altres variacions com el seated leg curl. Encara que moltes d'aquestes teories no es basen en cap evidència científica, tenint en compte algunes lleis musculars i diverses anàlisis científiques, l'última d'aquestes consideracions semblaria ser la més fiable (per a més informació sobre aquest tema) vegeu el paràgraf Lying leg curl o Seated leg curl: controversie). De fet, el lying leg curl porta els isquiotibials biarticulars a la precontracció, provocant una insuficiència activa i, per tant, menys activitat.
El lying leg curl es realitza en una posició estirada prona al banc de la màquina, normalment en forma d'angle. Aquesta conformació serviria per garantir que els músculs isquiotibials es posessin a una tensió més gran, però també per evitar la hiperextensió lumbar, especialment notable en subjectes amb augment de la lordosi. De fet, estendre excessivament la cuixa sobre el maluc en la fase inicial pot exercir una tensió particular sobre el múscul ileo-psoes, el flexor del maluc responsable de l'augment de la lordosi lumbar en proporció a l'extensió de la cuixa. Per tant, la forma angulada del banc està dissenyada per reduir lleugerament el grau d'extensió de la cuixa al maluc. Alguns autors suggereixen que, si no hi hagués aquest angle, durant la flexió màxima de les cames la pelvis s'allunyaria de la superfície de suport, pujant, per posar una tensió més gran als isquiotibials. S'assenyala que el lying leg curl amb un banc pla i sense angle és un model antiquat i biomecànicament incorrecte, perquè porta a emfatitzar el seu defecte característic, inhabilitant encara més (precontractant) els isquiotibials.

### Leg curldempeus (Standing leg curl)
El Leg curl dempeus (Standing leg curl) és la variant del leg curl que es realitza dempeus a la màquina. És l'única de les tres variacions principals que requereix una execució unilateral, és a dir, en una sola extremitat. En l'àmbit biomecànic té unes característiques semblants o molt semblants al lying leg curl, perquè porta a mantenir la cuixa estesa sobre el maluc des de la fase inicial, compartint l'angle de treball. Aquesta màquina es podria suggerir per a principiants perquè l'execució unilateral afavoreix una major atenció al moviment, sense ser especialment avantatjosa en altres aspectes en comparació amb el lying leg curl. Tanmateix, l'execució unilateral obligatòria penalitza l'aixecament de la càrrega, ja que els exercicis bilaterals amb extremitats constrenyides normalment permeten aixecar càrregues proporcionalment més grans i el mateix nombre de repeticions.

### Leg curlassegut (Seated leg curl)

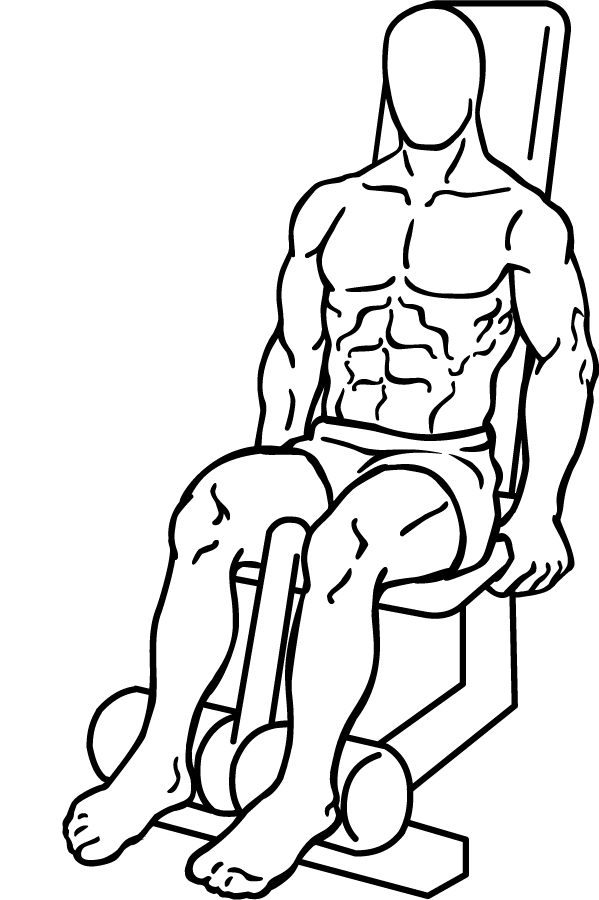
Punt d'inici o pic de la fase excèntrica del curl de cames assegudes.

El Leg curl assegut (Seated leg curl) és una altra forma molt comuna de leg curl. Això representa el leg curl en una posició asseguda i és únic en el seu tipus en comparació amb les altres variacions. Això es deu al fet que el Leg curl assegut és l'única màquina que imposa un angle de treball diferent dels isquiotibials. Això passa perquè la posició asseguda fa que el maluc es flexioni a l'inici, permetent que el grup muscular objectiu sigui estirat prèviament més que altres formes de leg curl (tensió passiva). Com es comentarà amb detall més endavant, el Leg curl assegut és la millor variant del curl de cames si es pretén maximar l'estimulació dels isquiotibials biarticulars. Alguns autors, entre els quals James Stoppani, assenyalen que aquesta variant és més adequada per estimular el semimembranós i el semitendinós (és a dir, els isquiotibials medials o interns), a diferència del Leg curl assegut i el Leg curl dempeus que estimularien el cap llarg més del bíceps femorals (és a dir, els isquiotibials laterals o externs), mentre que altres argumenten més correctament exactament el contrari, assenyalant que el Leg curl assegut aconsegueix estirar prèviament els isquiotibials augmentant l'estímul ]. Aquesta darrera tesi ha estat confirmada diverses vegades mitjançant anàlisis electromiogràfiques (EMG) al laboratori.

### Leg curlagenollat (Kneeling leg curl)
El Leg curl agenollat (Kneeling leg curl) és probablement el menys popular de totes les màquines de leg curl. La màquina implica assumir una posició de genolls amb el tors flexionat i recolzat sobre un encoixinat, mentre que l'execució unilateral requereix que l'extremitat inactiva estigui agenollada sobre un altre farciment especial. Es tracta d'una forma molt semblant al standing leg curl, però la diferència biomecànica substancial consisteix en el fet que el tors apareix lleugerament flexionat i no completament erecte verticalment, amb el resultat que l'angle entre el tors i la cuixa experimenta una variació, modificant el nivell de preestirament dels isquiotibials. Això determina una estimulació lleugerament diferent dels músculs implicats, portant inicialment la cuixa a un nivell de flexió intermedi entre el lying leg curl i el seated leg curl. S'informa que el kneeling leg curl, en aportar un més gran preestirament als isquiotibials en comparació amb la lying leg, és capaç d'ampliar l'estímul.

### Leg curlamb manuella (Dumbbell leg curl)
El Leg curl amb manuella (Dumbbell leg curl) és la resposta al lying leg curl i els pesos lliures. Poc freqüent en comparació amb les variacions de la màquina, consisteix a realitzar l'exercici estirat tombat amb una manuella subjectada entre els peus. L'exercici presenta alguns problemes, ja que potencialment impedeix l'ús de càrregues força elevades, que són proporcionalment més difícils de mantenir estables entre els peus. Per tant, eldumbbell leg curl no seria adequat per a utilitzar càrregues d'intensitat moderada, però especialment alta (65-100% 1-RM) que s'utilitzen normalment en culturisme. A més, per col·locar el manillar entre els peus necessiteu un observador (assistent). Per concloure, un altre desavantatge relatiu que presenta aquesta variant és la pèrdua de tensió a mesura que la cama es flexiona a la cuixa a causa de l'estricta dependència de la gravetat. Un cop s'ha arribat a la flexió de 45-60° de la cama, la pèrdua de tensió és significativa, per tant, perdria sentit portar la cama a la inclinació vertical respecte a terra per la pèrdua total de tensió muscular i la consegüent interrupció de l'activitat muscular. Per reduir l'extensió d'aquest problema, és possible realitzar l'exercici en un banc inclinat aproximadament 30°, per tal d'augmentar el rang de moviment en què la tensió és més gran. Com més s'inclina el banc, més augmenta la tensió en el màxim de la fase concèntrica. La inclinació ideal seria de 45°, de manera que la tensió es mantingui tant al màxim de la fase excèntrica com al pic de la fase concèntrica, quan l'angle de flexió del genoll arriba als 90°. Tingueu en compte que aquest angle al banc pla no es pot assolir sense perdre tensió. Tanmateix, la inclinació de 45° pot ser difícil de practicar per l'obligació de mantenir-se ferm amb els braços per evitar que el cos rellisqui. Atès que per fixar el manillar entre els peus cal mantenir el peu en extensió (o flexió plantar ), això implica una precontracció del gastrocnemi (juntament amb el plantar), que patirà una desactivació parcial, repartint la càrrega més gran als isquiotibials, músculs crurals, així com a la resta dels flexors de les cames. L'última consideració sobre els desavantatges del dubbell leg curl és el mateix problema present en el lying leg curl, és a dir, la precontracció dels isquiotibials. Es va observar que el banc pla porta la cuixa a la màxima extensió, i aquesta posició imposa una notable precontracció dels músculs objectius que condueix a la distribució del treball a la resta de músculs flexors de la cama. A més, en aquest cas la banqueta és plana i no angulada, la qual cosa dona lloc a un agreujament d'aquest problema, i a un potencial més gran enarcament de l'arc lumbar a causa d'un eventual escurçament del múscul ileo-psoes o a una lordosi per natura més accentuada.

### Leg curlamb cable (Cable leg curl)
El Leg curl ai cavi (Cable leg curl) és la resposta al leg curl amb cable, però té l'avantatge de permetre un moviment més fisiològic de l'articulació perquè no és restringida. Això es pot realitzar en diferents modes, que segueixen diferents variacions de les màquines:
- Lying cable leg cur: aquest mode simula la variació estirada prona, en la qual l'intèrpret es col·loca propens en un banc pla amb el cable baix darrere d'ell. Un cop posades les turmelleres, realitzeu el moviment de doblegar la cama sobre la cuixa, apropant els peus el màxim possible a la natja. Aquest exercici no presenta diferències biomecàniques particulars amb la màquina de lying leg curl,, compartint els aspectes desavantatges ja comentats.
- Standing cable leg curl: en aquest cas l'exercici té característiques similars al standing cable leg curl a la màquina. L'intèrpret pot col·locar-se d'esquena o davant de la politja amb el cable originat per sota. Posa't les turmelleres i fa el moviment normal de flexió de la cama. En aquest cas cal destacar que és possible fer l'exercici multiarticular mitjançant la mobilització també de l'articulació del maluc i, per tant, imposant la intervenció d'altres grups musculars responsables d'aquest moviment, inclòs el gluti major. En aquest cas és possible augmentar la ROM dels isquiotibials flexionant lleugerament la cuixa en la fase excèntrica i estenent-la lleugerament en la fase concèntrica. Tanmateix, aquesta estratègia només és aplicable si esteu de cara al cable i no amb l'esquena. Alguns desavantatges del standing cable leg curl són l'execució unilateral obligatòria (també present a la màquina) i una pèrdua de tensió en una part del moviment; si et situes al davant, la pèrdua de tensió es produirà al màxim de la fase concèntrica; al revés, si hom es posa d'esquena, això passarà en la fase màxima excèntrica.

### Russian leg curl
El curl de cames rus, sovint conegut com a curl de cames inversa, isquiotibial nòrdic, o curl nòrdic de pernil representa una mena de resposta de cos lliure del curl de cames. a màquines. De fet, requereix abaixar el pes del cos, sense sobrecàrrega, mitjançant repeticions excèntriques emfatitzades utilitzant només els flexors de les cames. Descrit per alguns com "el fill bastard de l'aixecament del glute-pernil" (exercici tractat més endavant), el curl de cames invertit es pensa com un exercici que per definició incorpora la tècnica de repetició negativa supramàxima. Això es deu al fet que la sobrecàrrega en els flexors de les cames (donada pel pes del cos) està molt per sobre del 100% de l'1-RM, és a dir, la càrrega específica que permetria una repetició màxima. Com passa amb la tècnica supramàxima negativa, l'execució del curl invers de la cama se centra en la fase excèntrica del moviment -quan el múscul és més fort -, per tant, implica baixar la càrrega d'una manera lenta i controlada si és possible. La fase positiva, en canvi, a causa de la sobrecàrrega supramàxima, no es pot practicar sense ajuda, i es realitza d'una manera més fàcil empenyent els braços.
La sortida implica una posició de genolls amb la cuixa i el tronc verticals, la cama doblegada a 90° bloquejada sota una parada, com el bloc de genolls de la màquina dorsal o l'aixecament de panxells asseguts, o qualsevol altra màquina o suport que permeti fer un punt fix en aquesta posició, com ara una espatlla, l'estructura d'una màquina isotònica, un banc força pesat o el pes del cos d'un observador (un assistent). La cama es col·loca aproximadament horitzontal a terra i els turmells estan bloquejats en flexió dorsal (és a dir, flexió del peu). Aquesta estratègia permet augmentar l'aportació del gastrocnemi durant la flexió del genoll gràcies a la posició preestirada i de tensió passiva, proporcionant una major força i estabilització. Durant la fase excèntrica el tors roman alineat amb les cuixes, mentre que el cos es baixa per l'activitat excèntrica dels flexors de les cames i la mobilització de l'articulació del genoll sol. Cal notar que durant l'execució de l'isquiotibial nòrdic mai podreu realitzar una repetició excèntrica completa al llarg de tot el rang de moviment (ROM), ja que un cop arribeu a aproximadament 30-45° de flexió (durant el descens), la càrrega percebuda augmentarà cada cop més fins a la línia horitzontal (0°), el punt en què la intensitat és màxima a causa de l'estricta dependència de la gravetat. Per tant, l'exercici també inclou inicialment l'aplicació de tècniques addicionals com repeticions parcials i trampes, atès que els últims 30°-45° del moviment excèntric (per tant, fins a la meitat del moviment) es realitzen de manera passiva, deixant el cos acompanyat dels braços per tocar el terra, que aprofitant el rebot, empenyeran el tors durant la fase concèntrica realitzant un moviment molt semblant a les flexions en una mena de tècnica de rebot.
Tanmateix, és possible aplicar algunes modificacions per augmentar o reduir la dificultat de l'exercici. Una primera variació pot consistir a fer el moviment amb el tors flexionat, de manera que quedi paral·lel a terra a l'inici de la fase excèntrica; això pot fer que sigui més fàcil de dur a terme, ja que la flexió del tors redueix el braç de palanca i, per tant, la càrrega, i imposa un preestirament considerable als isquiotibials, que, doncs, podran exercir una més gran força global. Atès que l'exercici es facilita, tècnicament seria possible cobrir tot el ROM previst en la fase excèntrica fins a 0° sense dependre de l'engany i els braços, però per permetre això és necessari que es realitzi sobre una superfície elevada per sobre el terra, de manera que en la fase màxima negativa es pot portar el tors verticalment cap per avall, sense trobar cap obstacle. Altres variacions podrien incloure agafar-se amb les mans al front o amb els braços estesos per sobre del cap, per augmentar la dificultat.
Els isquiotibials nòrdics han estat objecte de diversos estudis. Ebben (2009) va demostrar que el russian leg curl estressava els isquiotibials en una mitjana del 98% normalitzat a la contracció voluntària màxima (MVC) i Zebis et al. (2012) van demostrar que el curl de la cama russa va provocar una activació del 82% i del 91% per al semitendinós i el bíceps femoral respectivament, normalitzats a la contracció voluntària màxima (MVC). Una recerca realitzada per Mjølsnes et al. (2004) va demostrar l'eficàcia dels isquiotibials nòrdics en la millora de la força isomètrica a 90, 60 i 30 de flexió del genoll en un 7% i un augment de l'11% en el parell en la fase excèntrica a 60 ° millorant la relació entre isquiotibials: quàdriceps, progrés que no es van notar en comparar amb el leg curl. Tot i que diversos altres estudis recents han revelat inequívocament beneficis notables en l'entrenament excèntric dels isquiotibials per reduir o prevenir lesions en futbolistes i velocistes.

### Glute-ham raise
L' Glute-ham rais augment de glute-pernil (GHR) és essencialment la resposta al curl de cames rus realitzat en un banc específic. Compartint la naturalesa del moviment en molts aspectes amb aquest últim, els dos exercicis sovint es consideren sinònims (el curl de cames rus també s'anomena "natural glute ham raisel "). Tanmateix, hi ha diferències subtils que poden justificar una distinció. De fet, el glute-ham raisel es realitza en un banc especial anomenat glute-ham machine, que té similituds estètiques amb la cadira romana horitzontal més comuna que s'utilitza per a les hiperextensions del tors, o més comunament hiperextensió horitzontal (Hpx). El principi d'execució és efectivament el mateix que el curl de cames rus, però la màquina de glute ham fa que l'exercici sigui més fàcil de practicar i sense necessitat de dependre dels braços per frenar el moviment abans que el tors arribi a la línia horitzontal. En emfatitzar el treball dels glutis i els erectors de la columna vertebral, la màquina s'ha dissenyat per permetre que es realitzin repeticions en un rang de moviment complet (ROM), sense que el tronc provoqui una sobrecàrrega supramàxima. De fet, una de les diferències més importants amb el curl de cames rus és precisament el fet que gràcies a una major implicació muscular i al suport del farciment arrodonit de la cuixa a nivell immediatament per sobre dels genolls, el glute-ham raisealleugereix considerablement la sobrecàrrega als flexors de les cames, redistribuint les forces entre diversos grups musculars i permetent-vos realitzar més repeticions a través d'un ROM complet sense l'ajuda dels braços. Quan el tors arriba a la línia horitzontal, durant el pic de la fase excèntrica, es troba en suspensió sense que els braços puguin trobar suport per poder exercir una empenta en la fase concèntrica. És a dir, a diferència del curl de cames rus, en el GHR la sobrecàrrega dels músculs implicats no és supramàxima encara que ve determinada de la mateixa manera pel pes del tors. A més, és possible augmentar encara més la ROM de l'exercici (i, per tant, dels isquiotibials) posant el tors per sota de la línia horitzontal, trobant-vos vertical cap per avall. Això fa èmfasi en l'estirament de totes les cadenes musculars posteriors responsables de l'extensió del maluc i de la frontissa lumbar, inclosos els isquiotibials, els glutis i els erectors de la columna vertebral. Alguns científics esportius consideren que el GHR és un moviment més natural, perquè en aquest cas els extensors del maluc i els flexors del genoll treballen conjuntament en lloc de fer-ho isoladament. De fet, el GHR permet un moviment molt fisiològic i multiarticular que no és possible amb altres formes de curl de cames. Juntament amb el russian leg curl, el GHR es pot considerar l'únic curl de cames multiarticulació.

### Leg curl sobre fitball
El curl de cames sobre fitball és una altra variació poc comuna realitzada amb el cos lliure a la bola en forma, també anomenada bola suïssa o bola d'estabilitat. La posició inicial requereix que el cos estigui supí amb els talons recolzats a la part superior de la fitball i els braços oberts en creu o més adduïts cap als malucs i recolzats a terra per afavorir l'estabilitat del cos. La dificultat s'ajusta en funció del grau d'obertura dels braços amb relació a l'estabilitat del tors, per tant, com més braços oberts determinaran més estabilitat. Partint d'una posició corporal rígida amb el tors i les cames formant una línia recta, els talons recolzats al centre de la pilota i la part superior de l'esquena adherida a terra, es procedeix a una flexió de la cama fins a 90° aproximadament, fent rodar la pilota cap al cos, i després tornar a la posició inicial en la fase excèntrica. Normalment, la cuixa roman alineada amb el tors, de manera que l'articulació del maluc es manté rígida per centrar el treball només en els flexors de les cames, excloent la intervenció dels músculs gluti. Com molts altres exercicis amb sobrecàrregues realitzats en fit balls, es tracta d'una variant més orientada cap a la forma física, l'estabilitat i el control propioceptiu respecte als anteriors descrits, on, per contra, és possible utilitzar sobrecàrregues importants assolint intensitats properes al màxim.

## Mètodes d'execució

### Intensitat relativa i nombre de repeticions
Tot i que es pot comparar amb altres exercicis de suport de pes, s'ha plantejat la hipòtesi que el curl de cames és més adequat per realitzar-se en algunes modalitats específiques a causa de la composició de les fibres musculars dels isquiotibials. L'entrenador Charles Poliquin suggereix:
| «                                    | Quando si tratta di allenare i muscoli ischio-crurali, molti neofiti optano semplicemente per qualche leg curl alla fine dei loro allenamenti. Forse finiranno con alcune serie blande da circa 12-15 ripetizioni, il che non ha senso, perché i muscoli posteriori della coscia sono composti principalmente da fibre a contrazione rapida che rispondono al meglio a basse ripetizioni e carichi pesanti. […] Per l'ipertrofia degli ischio-crurali, fate basse ripetizioni sulla leg curl e un alto numero di ripetizioni sugli stacchi a gambe tese, mezzi stacchi alla rumena, iperestensioni inverse, e iperestensioni. Il motivo è perché quando si lavorano gli estensori dell'anca si stanno lavorando anche i glutei e gli erettori spinali [oltre a diversi altri], e questi tendono ad essere muscoli [che rispondono meglio] a ripetizioni più elevate. In altre parole, se si sta utilizzando la macchina del leg curl si dovrebbero eseguire otto ripetizioni o meno. Qualcuno con una maggiore esperienza di allenamento può avere bisogno di sole tre ripetizioni, ma usare una maggiore quantità di serie, come 10 serie da 3 [ripetizioni]. | » |
| — Charles Poliquin, Charles Poliquin | |   |

Per interessant que sigui, la proposta de Poliquin es basa en el fet que, en teoria, els altres grups musculars extensors de la cuixa estarien formats predominantment per fibres musculars lentes o tipus 1, que són més adequades per a esforços menys intensos i de llarga durada., en el context de l'entrenament de resistència es traduiria en majors repeticions, majors temps sota tensió i menors càrregues. Per contra, els músculs flexors de la cama (i segons ell els mateixos isquiotibials) mostrarien un major percentatge de fibres de contracció ràpida o tipus 2 i, per tant, serien més adequats per a esforços curts i intensos. No obstant això, sembla que algunes anàlisis sobre la composició de les fibres musculars han determinat un percentatge gairebé igualment distribuït (50%) entre fibres lentes i fibres ràpides en la majoria dels músculs implicats tant en l'extensió de la cuixa com en la flexió de les cames. L'única excepció més evident seria el bíceps femoral, que entre tots els músculs que mobilitzen una de les dues articulacions, sembla ser el que presenta una major presència de fibra lenta (65%) i una menor presència de fibra ràpida (35%). ). Encara que aquestes anàlisis siguin aproximades o orientatives, poden suggerir que en realitat no hi ha una necessitat absoluta de realitzar els dos tipus d'exercici a intensitats i repeticions diametralment oposades, ja que la distribució de les fibres de la resta de músculs implicats és majoritàriament part dels casos de mitjana equilibrat. Si només la composició dels isquiotibials demostra de mitjana una major prevalença de fibres de contracció lenta, vol dir que tots els exercicis dedicats als isquiotibials es podrien realitzar a menors intensitats i majors repeticions per emfatitzar el reclutament d'aquest cap concret. Per contra, la resta de feixos que formen els isquiotibials, és a dir, semimembranós i semitendinós, juntament amb la resta de músculs sinèrgics tant en la flexió de la cama com en l'extensió de la cuixa, resultant en una composició mitjanament igual entre lenta i fibres ràpides, es podria estressar amb repeticions i intensitats variables.
- algunes anàlisis sobre la composició de les fibres dels músculs implicats en la flexió de les cames o l'extensió del maluc o les dues coses alhora han determinat un percentatge gairebé igualment distribuït (50-50% o 55-45%) entre fibres lentes i fibres ràpides dels músculs en qüestió;
- l'única excepció més òbvia seria el bíceps femoral, que de tots els músculs que mobilitzen una de les dues articulacions, sembla ser el que presenta una major presència de fibra lenta (65%) i una menor presència de fibra ràpida (35%) ;

### Poliquin leg curl
L'entrenador Charles Poliquin va proposar una modificació al moviment d'enrotllament de les cames amb la idea d'aixecar una càrrega més gran i, alhora, emfatitzar l'estímul als isquiotibials. El moviment consisteix a mantenir el peu en flexió dorsal durant la fase concèntrica de l'exercici per tal d'aixecar una major càrrega, i després realitzar la flexió plantar durant la fase excèntrica, en la qual el múscul estaria més fort, per centrar el treball en els isquio-tibials. La idea es basa en el fet que la flexió dorsal del peu aporta tensió passiva i preestirament al gastrocnemi (els bessons), que té la funció d'estendre el peu flexió plantar) i flexionar la cama. En aquest sentit, el gastrocnemi apareix com un múscul sinèrgic dels isquiotibials i molts altres músculs durant la flexió de les cames. Com que l'extensió mateixa de la cama estira el gastrocnemi, aquest múscul s'estira encara més si el peu es flexiona en la fase inicial (flexió dorsal). Atès que els músculs que es posen en tensió preestirament/passiva solen ser també més forts, això hauria de donar una major força general en la flexió de les cames durant la fase concèntrica. Un cop iniciada la fase excèntrica, el peu es posa en extensió (flexió plantar), donant lloc a una precontracció i consegüent desactivació del gastrocnemi, que durant el moviment negatiu permetria que els isquiotibials assumissin una càrrega més gran. Aquesta seria una mena de tècnica per emfatitzar els negatius dels isquiotibials. El reclutament més gran del gastrocnemi durant la flexió de la cama amb la flexió dorsal del turmell s'ha comprovat (Croce et al., 2000), però el mètode ha estat criticat per diversos autors, en particular perquè sembla que quan el gastrocnemi es desactiva per precontracció en la fase excèntrica, perdria la seva funció d'estabilització de l'articulació del genoll (de la qual s'origina), provocant un potencial estrès articular. Alguns autors subratllen: "En la nostra opinió, però, aquesta solució posa una tensió excessiva a l'articulació del genoll, eliminant així l'acció "centradora" del gastrocnemi sobre l'articulació" (Paoli A, Neri M, 2010);"Això és correcte en teoria. Però a la pràctica és molt desagradable, provocant una sensació de rampes al panxell i, per tant, redueix molt la càrrega de treball " (Capadia K). No obstant això, la teoria es basa en principis biomecànics (precontracció/preestirament dels músculs, insuficiència activa/tensió passiva) que tenen una base i troben aplicació en altres exercicis de musculació.
- fer el moviment de flexió de la cama amb el peu flexionat (flexió dorsal) comporta augmentar l'activació del gastrocnemi i el plantari com a flexors de la cama gràcies a la posició prèviament estirada i, per tant, en tensió passiva;
- fer el moviment de flexió de la cama amb el peu estès flexió plantar) porta a reduir l'activació del gastrocnemi i del plantari com a flexors de la cama gràcies a la posició de precontracció;
- fer el moviment de flexió de la cama amb el peu estès (flexió plantar) eleva el gastrocnemi del seu paper d'estabilització de l'articulació del genoll;
- fer el moviment de flexió de la cama amb el peu flexionat (flexió dorsal) permet una més gran força global i una major estabilitat de l'articulació;

### Rotació dels peus
Durant l'execució dels leg curls, l'estratègia de fer el moviment modificant la rotació dels peus (i, per tant, de les cames) ha estat proposada sovint per diversos autors. Aquest suggeriment es basa en el fet que els isquiotibials també són rotadors de la cama quan està flexionada: mentre que el bíceps femoral (isquiotibials laterals) la fa girar externament, el semimembranós i el semitendinós (isquiotibials medials) la giren internament. Això vol dir que orientant els dits cap a fora (rotació externa de la cama) els isquiotibials medials es posen en preestirament, destacant el seu reclutament, a l'inrevés, orientant els dits cap a dins (intrarotació de la cama) es porten prèviament a estirar els isquiotibials laterals, distribuint una més grab ajor càrrega. Això us permet treballar de manera més selectiva en els components individuals dels isquiotibials. Segons Poliquin: "A causa de la diferent "línia de tracció" dels diferents isquiotibials, són necessàries una varietat de posicions dels peus per maximitzar el reclutament de totes les unitats motores dels isquiotibials" (Charles Poliquin).
- fer el moviment de flexió amb la cama girada internament comporta augmentar l'activació del bíceps femoral (isquiotibials laterals) en detriment del semimembranós i semitendinós;
- fer el moviment de flexió amb la cama girada externament comporta augmentar l'activació del semimembranós i semitendinós (isquiotibials medials) en detriment del bíceps femoral;

En aquest esguard, Poliquin parla d'un mètode que explota la tècnica del tri-set modificant la rotació de la cama per a cadascuna de les sèries. L'exemple proposat per l'entrenador inclou un descans de 15 segons entre els dos primers sets i un descans de 3 minuts entre els tres tandes (en anglès: sets) :
- Curl de cames estirades amb peus girats internament 4 x 4-6 15" (4-0-X-0)
- Curl de cames estirades amb peus neutres 4 x 4-6 15" (4-0-X-0)
- Curl de cames estirades amb els peus girats externament 4 x 4-6 3' (4-0-X-0)

A més, per a entendre si hi ha un desequilibri entre el to dels isquiotibials laterals i medials, l'entrenador Poliquin proposa un mètode que anomena "prova d'equilibri estructural". Seleccioneu una càrrega que permeti 6 repeticions màximes (6-RM, és a dir, aproximadament un 85% 1-RM) amb els peus en posició neutra. Quan s'arriba a la fallada muscular, si hi ha un desequilibri entre els feixos medial i lateral, els peus giraran en una direcció. Si giren medialment (intrarotació), el semitendinós i el semimembranós són massa forts en comparació amb el bíceps femoral. Si giren lateralment (extrarotació), el bíceps femoral és massa fort en comparació amb el semitendinós i el semimembranós.

### Leg curlper als tous de les cames
Tot i que el paper clàssic dels vedells (tríceps sural) és l'extensió del peu o la flexió plantar, sovint no es considera que el gastrocnemi (o bessons), és a dir, el component biarticular del tríceps sural, també sigui un flexor de la cama. Per tant, actua com un múscul sinèrgic dels isquiotibials en l'exercici de curl de cames . Com s'ha esmentat a l'apartat dedicat a la variant creada per Charles Poliquin, és possible excloure o reclutar el gastrocnemi del moviment de flexió de la cama en funció de la posició del peu: si el peu es posa en flexió (o dorsiflexió ), s'activarà, mentre que si el peu es posa en extensió (o flexió plantar ), aquesta es desactivarà (Croce et al., 2000). A més, quan tant la flexió del genoll com la flexió plantar del turmell (extensió ) es realitzen simultàniament, l'activitat del gastrocnemi augmenta significativament mentre que l'activitat del sòleo disminueix (Gravel et al., 1987).
| «                                                                      | Sono state osservate differenze significative […] nel picco di forza (peak torque) dei flessori del ginocchio […] con il massimo picco di forza osservato con la caviglia posizionata in dorsiflessione [flessione della caviglia]. La frequenza mediana EMG dei quadricipiti, degli ischio crurali, del gastrocnemio non ha risentito della posizione della caviglia; tuttavia, vi era una differenza significativa nella frequenza mediana per il gastrocnemio, con maggiori frequenze osservate con la caviglia fissata in flessione plantare. Questi risultati suggeriscono che la posizione della caviglia influisce sul picco di forza durante i movimenti isocinetici a catena cinetica aperta [leg curl isocinetico]. Il motivo per cui [si è verificata] una riduzione del picco di forza dei flessori del ginocchio con la caviglia posizionata in flessione plantare [estensione della caviglia] è probabilmente dovuto al muscolo gastrocnemio in una posizione troppo accorciata, impedendogli così di produrre efficacemente forza sull'articolazione del ginocchio. | » |
| — Croce et al., Electromyogr Clin Neurophysiol. 2000 Sep;40(6):365-73. | |   |

| «                  | Quando i piedi sono in flessione plantare, il gastrocnemio (polpaccio) risulta piuttosto inibito nella sua funzione di flessore del ginocchio. Il gastrocnemio è un muscolo bi-articolare. Cioè, attraversa due articolazioni: il ginocchio e la caviglia. Le fibre muscolari del gastrocnemio sono troppo brevi per eseguire sia la flessione del ginocchio che la flessione plantare allo stesso tempo. È pertanto più efficace come flessore del ginocchio quando il piede è dorsi-flesso, e più efficace come flessore plantare se il ginocchio è bloccato in estensione [flessione plantare]. Al contrario, quando si piega il ginocchio con il piede in flessione plantare [estensione], il sovraccarico si sposta dal gastrocnemio andando sui muscoli ischio-crurali, rendendolo un esercizio per gli ischio-crurali più efficace. I crampi che si verificano provengono dal gastrocnemio che è abituato al vecchio modello motorio che cerca di attivarsi. | » |
| — Charles Poliquin | |   |

Com s'explorarà a fons més endavant, entre les diferents formes de rínxols de cames, algunes podrien emfatitzar el reclutament dels isquiotibials, mentre que altres determinaran una major distribució a la resta dels flexors de les cames. Segons aquestes lleis musculars, el curl de la cama asseguda (respectant el principi del preestirament muscular) induiria un major treball dels isquiotibials, mentre que el curl de la cama ajaguda i el curl de la cama dempeus (portant els isquiotibials a la precontracció) s'imposarien. treball més gran en els altres 5 flexors de la cama, inclòs el gastrocnemi. A partir d'aquestes observacions, és possible suggerir que un exercici com el curl de la cama estirada, en posar els isquiotibials relativament fora de joc, pot ser adequat per estimular el gastrocnemi, especialment si es porta. s'estira prèviament per flexió dorsal, i es contrau gradualment per flexió plantar durant la flexió de la cama. A més, precisament perquè el gastrocnemi i els isquiotibials són sinèrgics en la flexió de la cama, això ha portat alguns autors, com l'entrenador Kaizzad Capadia, a exposar la teoria de l'entrenament dels dos grups musculars en una mateixa sessió.
| «                 | Comunemente il curl per gli ischio-crurali era sempre eseguito prima del calf raise in base alla teoria di allenare prima i gruppi muscolari più grandi di quelli piccoli. Ma la natura bi-articolare del muscolo gastrocnemio ci dimostra che avremmo più beneficio facendo i calf raise prima dei [leg] curl. Se si fa il curl prima, poi bisogna considerare il fatto che gli ischio-crurali vengono aiutati dal gastrocnemio sull'articolazione del ginocchio, e quindi si sarà affaticati quando si raggiunge la standing calf raise. Questo risulterà in un picco di carico di cui il gastrocnemio può soffrire. Questo ordine fornirà inutilmente assistenza agli ischio-crurali e riduce il carico posto su di essi durante il curl. | » |
| — Kaizzad Capadia | |   |

## Risc d'accidents
Encara que les lesions i la tensió a l'articulació del genoll són més freqüents en l'extensió de les cames, l'enrotllament de les cames també pot tenir un paper en les lesions per desgast del genoll. Alguns practicants també suggereixen evitar pressionar la ròtula sobre el banc quan es realitza el curl de cames. En altres paraules, es recomana posicionar-se de manera que els genolls no entrin en contacte amb la vora del banc, i les ròtules no es comprimeixin durant l'extensió del genoll. Aquest problema és dirigit a les variacions que col·loquen el genoll en un banc o coixinet, com ara el curl de la cama estirada, el curl de la cama de genolls, el curl de la cama dempeus o el curl de la cama invertit.
Una error a l'hora de realitzar el curl de la cama estirada pot ser aixecar el cap durant l'execució, però aquesta pràctica pot posar estrès a la columna cervical. Un altre risc durant el lying leg curl és representat per possibles moviments bruscos d'hiperextensió lumbar (empenta renal) durant la fase concèntrica. Això pot provocar un estrès excessiu a la part baixa de l'esquena. Per tant, l'exercici es considera més arriscat per als subjectes hiperlordòtics. No obstant això, estimular els isquiotibials pot tenir més fàcilment implicacions per reduir el risc de lesions.

### Relació isquio-tibials: quadríceps (H:Q)
La "proporció isquio-tibials:quadriceps (H:Q)" representa l'equilibri entre el to dels músculs isquiotibials i quàdriceps, dos grups musculars que són antagònics per definició. Això vol dir que durant la fase d'escurçament d'un grup muscular, es produeix l'allargament de l'altre grup muscular. S'ha establert que un desequilibri en la relació H:Q pot augmentar el risc de lesions al lligament creuat anterior (LCA) i als isquiotibials. Per aquest motiu pot ser important mantenir el to dels isquiotibials mitjançant una estimulació muscular freqüent.
Algunes anàlisis (Ebben, 2009) van revelar que les dones aconsegueixen entre el 53,9 i el 89,5% de ràtio H:Q en comparació amb els homes. En altres anàlisis de força entre dones i homes, les dones van assolir entre el 35,9 i el 76,0 % de la relació H:Q en comparació amb els homes, en exercicis com ara esquat, rínxols de cames assegudes, pes mort de cames rectes, bon dia i curl de cames rus. A partir d'aquesta evidència, s'han establert diferències en la relació H:Q entre els dos sexes. Les dones, en comparació amb els homes, són menys capaços d'activar els isquio-tibials o més capaços d'activar el quàdriceps o les dues coses alhora. Segons aquestes troballes, les dones haurien d'entrenar els isquiotibials de manera més desproporcionada que els quàdriceps.
En conclusió, mantenir una bona relació H:Q pot ser important per prevenir lesions al genoll (lligament creuat anterior) i als isquiotibials. Normalment, el desequilibri acostuma a ser a favor de la hipertonicitat del quàdriceps sobre els isquiotibials, i les dones solen emfatitzar aquest problema. Això es pot veure agreujat pel fet que durant l'entrenament amb peses per a estimular les cuixes, es podrien dedicar relativament pocs exercicis als isquiotibials, tenint en compte també el fet que els exercicis considerats com a "complets" com l'esquat la premsa de cames són en realitat molt importants. Menys efectiu per a reclutar aquest grup muscular que el quàdriceps en comparació amb exercicis específics per als isquiotibials. En aquest context, els leg curl adquireixen una importància especial, puix que, a diferència dels exercicis que mobilitzen tan sols l'articulació del maluc (pes mort amb les cames estirades, mig pes mort romanès, good morning), aquests impliquen tots els flexors de la cama, ajudant a millorar la H:Q. proporció.
Algunes de les estratègies per resoldre aquest desequilibri en la relació H:Q són:
- tens sovint els isquio-tibials;
- reduir l'estrès relatiu sobre els quàdriceps en relació amb els isquiotibials;
- realitzar entrenaments isquiotibials que emfatitzen la fase excèntrica -com el curl de cames rus- que s'ha demostrat que redueixen la incidència de lesions;
- Sovint utilitzeu exercicis que estressin els isquiotibials mitjançant la mobilització de l'articulació del genoll (tots els leg curl), puix que impliquen tots els flexors de la cama i no només els isquiotibials;
- les dones haurien de prestar més atenció a l'estimulació dels isquiotibials en relació amb el quàdriceps;

## La utilitat delcurl de cames
El curl de cames és un dels principals exercicis per estimular selectivament els isquiotibials, i probablement és el més comú i també un dels més importants. S'ha establert que la seva eficàcia en l'estrès dels isquiotibials és en realitat comparable a la dels isquiotibials de cames rígides, i és més del doble superior a l'esquat : Concloem que el curl de cames i els pesos morts amb les cames estirades impliquen els isquio-crutals en una mesura similar, però el squat posterior implica tan sols aproximadament la meitat de l'activitat EMG integrada dels isquiotibials en comparació amb els rínxols de les cames i els pesos morts amb les cames rectes (Wright et al., 1999). El fet interessant és que altres investigacions han determinat que l' esquat estimula l'activació dels isquiotibials més del doble que la premsa de cames (Escamilla et al., 1998), exercici en què aquest grup muscular intervé mínimament (Wilk et al., 1998). al., 1996; Ribeiro et al., 2014). Altres encara han determinat que la gatzoneta amb pes lliure estimula els isquiotibials un 26% més que l'esquat de la màquina smith (Schwanbeck et al., 2009). En conseqüència, el curl de cames sembla estimular els isquiotibials més del doble que l'esquat, i almenys 4 vegades més que la pressa de cames, presentant-se com un dels exercicis més efectius per estimular aquesta zona. Hi ha diversos altres exercicis dedicats als isquiotibials, com ara el pes mort de cames rectes, el mig pes mort romanès, les hiperextensions (hpx), les hiperextensions invertides o els good morning. Tanmateix, aquests exercicis, generalment d'una sola articulació, mobilitzen només l'articulació del maluc (i potencialment també les vèrtebres lumbo-dorsals), a diferència dels rínxols de cames, en què l'articulació mòbil és només el genoll. Per tant, els primers exercicis requereixen l'activació d'altres grups musculars encarregats d'estendre la cuixa al maluc, incloent principalment el gluti major i l'adductor major, tots grups que no es poden reclutar amb el curl de la cama . A més, a aquests se sumen els músculs extensors lumbars com els erectors espinals, que haurien de mantenir una contracció isomètrica per fixar la columna lumbar impedint la seva mobilitat i distribuir un major treball sobre els extensors del maluc, però que fàcilment intervenen en sinergia en dinàmica per a permetre el moviment. Això determina una distribució de càrrega diferent en els isquiotibials, que en aquest cas comparteixen el seu paper d'extensors amb grans músculs com el gluti major i l'adductor major, que assumeixen una càrrega important. De fet, molt sovint aquest grup d'exercicis es podria considerar adequat per estimular els glutis per a la seva intervenció en el paper d'agonistes. A més, com que el cap curt del bíceps femoral no participa en els exercicis d'extensió de la cuixa, pot ser important realitzar el curl de la cama per no descuidar aquest paquet, així com altres músculs flexors de la cama. Tot i que s'ha reconegut que els exercicis que mobilitzen l'articulació del maluc, com el pes mort amb cames rectes, són igualment efectius per estimular els isquio-tibials, el curl de les cames té un moviment únic d'aquest tipus, que recluta el grup muscular en qüestió d'un altre angle de treball, juntament amb una altra sèrie de músculs -com el cap curt del bíceps, el popliti o el gastrocnemi- que, en canvi, romanen exclosos en els exercicis esmentats. Investigacions recents (Schoenfeld et al., 2014) també han trobat que el curl de les cames (estirat) és capaç d'activar la part inferior dels isquiotibials més que els pesos morts amb cames rectes, demostrant una activitat regional diferent. Finalment, a més dels avantatges que acabem d'esmentar, també hi ha la facilitat d'execució a causa de la màquina amb una trajectòria restringida, que no requereix cap coordinació motriu i control propioceptiu per tal de fer el moviment més correcte, demostrant-se apte fins i tot per a principiants. Això contrasta amb altres exercicis com el pes mort de cames rectes, el mig pes mort romanès o les hiperextensions (adaptades a l'estrès dels glutis i isquiotibials), que requereixen una major tècnica executiva, estabilitat i capacitat de control propioceptiu per permetre un treball més centrat en els músculs implicats., fent-los menys adequats per a principiants. Les directrius comunes autoritzades suggereixen que l'entrenament es basa principalment en l'ús d'exercicis <i id="mwAf4">multiarticulacions</i> en lloc d'exercicis d'una sola articulació, ja que els primers donen lloc a una sèrie d'avantatges significatius, com ara una major elevació dels nivells d'hormones anabòliques incloent GH i testosterona, a causa de l'ús de majors càrregues i la implicació d'un grup més gran de músculs. No obstant això, el curl de les cames, evidentment, representa una excepció a aquesta regla, que apareix com l'exercici principal per estimular els isquiotibials en molts programes d'entrenament populars desenvolupats per professionals del fitness i del culturisme. Per aquests motius, el curl de les cames sembla ser l'exercici principal dels isquiotibials.

## Curl de cames estirat pron o curl de cames assegudes: controvèrsies

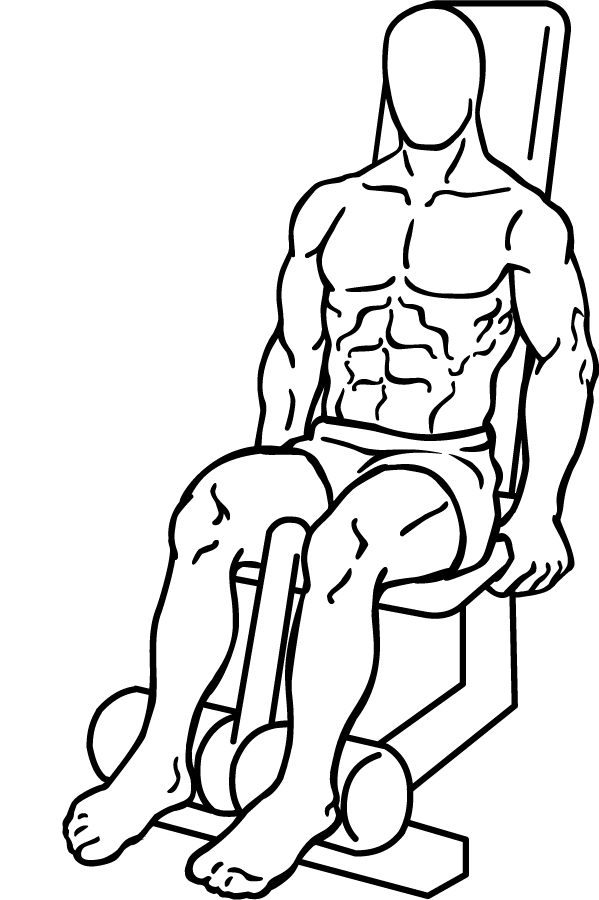
Fase final del curl de cames assegudes: aquesta modalitat provoca inicialment un major estirament dels músculs isquio-tibials (preestirament/tensió passiva), que pot provocar una més gran activitat en comparació amb altres variacions de la màquina.

Com s'ha esmentat en els paràgrafs anteriors, deixant de banda les variants menys habituals, les principals formes de curl de cames es divideixen essencialment en dues categories: aquelles en què la flexió de la cama es realitza amb la cuixa estesa (curl de la cama estirada i la cama asseguda), i aquells en què es realitza la flexió de la cama amb la cuixa flexionada (curl de la cama asseguda). Sovint s'ha fet la pregunta de quina de les dues categories és millor per a estimular els isquiotibials. Basant-se en algunes lleis musculars i principis biomecànics, la resposta semblaria òbvia. No obstant això, diversos autors han postulat, sense citar cap investigació o teoria al respecte, que el curl de la cama asseguda emfatitza l'estimulació del semimembranós i el semitendinós (és a dir, els isquiotibials interns), mentre que el curl de la cama estirada i el curl de la cama dempeus estimularien més el cap llarg del bíceps femoral (és a dir, els isquiotibials externs). Altres han afirmat que el curl de la cama ajaguda és el millor per aïllar els isquiotibials. A més de no trobar confirmació a la literatura, sembla que aquestes teories no tenen en compte la biomecànica dels isquiotibials, així com el principi de precontracció/preestirament muscular i insuficiència activa/tensió passiva. Els isquiotibials estan formats per tres feixos musculars, que comparteixen el paper de flexors de les cames i extensors de la cuixa. Tanmateix, aquests tres feixos també tenen diferents tasques: la parella semimembranós i semitendinós fan girar internament la cama quan està flexionada, mentre que el cap llarg del bíceps, juntament amb el cap curt, participa en la rotació externa de la cama quan està flexionada. . Sembla que, a part del paper antagònic i secundari en la funció rotatòria de la cama, els tres caps comparteixen la resta de funcions. Per entendre com es poden estimular més els isquiotibials i, per tant, quina de les variants podria ser en teoria superior, primer caldrà esmentar tres lleis musculars fonamentals importants:
- Llei de Starling: " La força contràctil d'un múscul és directament proporcional a la longitud de les seves fibres al principi i al final de la contracció".
- Llei de Schwann: " La força absoluta d'un múscul disminueix a mesura que s'escurça per contracció, com els cossos elàstics".
- Preestirament muscular: " L'òptim de força contràctil es troba entre el 90 i el 110% de la longitud en repòs del múscul ".[59]

Tenint en compte aquestes lleis podem concloure que com més s'estira un feix muscular, més fort és. A més, es pot entendre el principi de precontracció i preestirament d'un múscul: quan un múscul es posa sota una tensió més gran des de l'inici del moviment (és a dir, preestirament o tensió passiva), és possible no només obtenir major força muscular global, però (sobretot si és biarticular) també obtenen un major aïllament de la mateixa en comparació amb la intervenció dels músculs sinèrgics. Al contrari, si un múscul es posa en precontracció, la seva tensió disminueix o s'afluixa, la força que genera disminueix i es distribueix una càrrega més gran sobre els músculs sinèrgics, amb el resultat que la capacitat d'aixecar el càrrega, i reclutar el múscul o el propi paquet. Per descomptat, la capacitat d'elevació de càrrega està influenciada per factors addicionals com l'amplada del rang de moviment (ROM) o el punt de dificultat (el punt de la ROM on la càrrega és més pesada per aixecar).

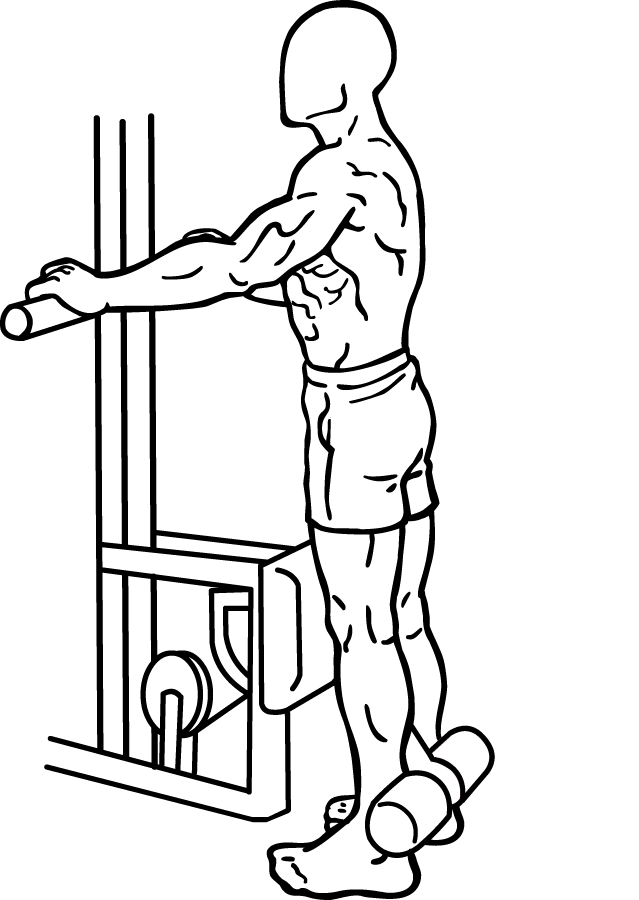
El leg curl dempeus és una de les variacions que inicialment provoca una insuficiència activa i una precontracció dels músculs isquiotibials, que pot resultar en menys retracció d'aquests músculs i menys força general en la flexió de les cames.

Tenint en compte aquests principis, sembla evident que si els isquiotibials es poden posar en una posició de preestirament i tensió passiva, no només es pot permetre l'aixecament de càrregues més grans, sinó que es pot emfatitzar el seu reclutament respecte a les nombroses sinèrgies. músculs. Com a primer punt, la teoria que considera el curl de la cama asseguda més adequat per estimular el semimembranós i el semitendinós, i el curl de la cama ajaguda i el curl de la cama dempeus més adequat per al cap llarg del bíceps femoral troba un clar contrast amb les lleis que acabem d'esmentar. . No sembla possible emfatitzar l'estímul en un extrem respecte a l'altre sense aplicar el principi de preestirament del múscul que es pretén estressar més. Atès que els tres músculs que formen els isquiotibials són perfectament sinèrgics en els moviments de flexió de la cama i extensió de la cuixa, sembla clar que l'única manera de fer prevaldre l'activitat de la parella semimembranós-semitendinosa és el cap llarg del bíceps femoral és modificar la rotació de la cama des de l'inici, no modificar el grau de flexió-extensió de la cuixa a través de les diferents posicions inicials de les variacions del curl de la cama en qüestió. És per això que sovint es proposa realitzar el curl de la cama amb els dits dels peus orientats cap a dins o cap a fora: la raó és que modificant la rotació de la cama es posen els paquets en precontracció i els altres en preestiraments, fent l'activitat del líder respectiu preval, que en aquest cas està preestirat. Més important encara, un cop entès el principi de precontracció i preestirament dels músculs implicats en un moviment, sembla fàcil entendre que la variant del curl de cames que més emfatitza l'activitat dels isquiotibials, d'acord amb aquestes lleis, és la versió mentre està assegut. Això passa perquè la posició asseguda requereix flexió de la cuixa sobre el maluc, i això significa que en la posició inicial els isquiotibials, sent extensors de la cuixa, es posen en un fort preestirament si es compara amb el curl de la cama estirada i la cama dempeus. curl, on, en canvi, la cuixa es porta a una extensió més gran d'almenys 70-80°, determinant una precontracció important. Es podria concloure que l'activitat dels isquiotibials pot augmentar significativament amb el maluc flexionat, tal com suggereixen diversos autors. Això es produeix en la posició asseguda, on es permet aixecar més càrregues i aconseguir un major aïllament, ja que la longitud de la resta de músculs sinèrgics no augmentaria amb la posició flexionada de la cuixa. També cal tenir en compte que en posició asseguda, dos músculs sinèrgics en particular es posen en precontracció afavorint un aïllament encara més gran dels isquiotibials: són el sartori i el gràcil, que sent flexors de cames i flexors de cuixa, en posició asseguda. - és a dir, posar la cuixa en flexió - són evidentment precontractats i són menys actius durant el moviment de flexió de la cama. El conegut entrenador de fitness i culturista indi Kaizzad Capadia aconsegueix expressar-se bé sobre aquesta conclusió:
| «                 | Il Kneeling leg curl e il Seated leg curl promuovono una maggiore stimolazione degli ischio-crurali rispetto al prone [leg curl]. Il motivo risiede nella natura bi-articolare del semimebranoso, semitendinoso e del capo lungo del bicipite femorale. Tutti questi tre attraversano l'articolazione dell'anca così come l'articolazione del ginocchio, aiutando il grande gluteo nell'estensione dell'anca. Nel prone leg curl l'anca è completamente estesa inibendo quindi questi tre [capi] al livello dell'articolazione del ginocchio (insufficienza attiva), lasciando solo il capo breve del bicipite [assieme al resto dei flessori della gamba] a fare tutto il lavoro (dal momento che il capo breve del bicipite femorale è monoarticolare lavorando solo sull'articolazione del ginocchio, egli non viene influenzato dall'estensione dell'anca). […] Se si comprende bene la teoria del muscolo bi-articolare, allora si sceglierà sempre la seated leg curl machine invece della prone leg curl poiché provoca una maggiore flessione dell'articolazione dell'anca. | » |
| — Kaizzad Capadia | |   |

En realitat, Charles Poliquin també sembla donar credibilitat a aquesta consideració, sense, tanmateix, jutjar explícitament el curl de la cama asseguda com el millor per a aquest propòsit:
| «                  | Allungare gli ischio-crurali da entrambe le articolazioni dell'anca e del ginocchio per facilitarne il reclutamento. Questo significa che le ginocchia devono essere estese e le anche flesse nella posizione di partenza di ogni leg curl. Pertanto nello standing leg curl, bisognerebbe piegarsi in avanti a livello della vita e iniziando con la gamba attiva dritta prima del sollevamento. | » |
| — Charles Poliquin | |   |

Per concloure, una modificació per augmentar encara més el reclutament dels isquiotibials a l' enrotllament de la cama asseguda podria incloure mantenir el tors en una posició encara més flexionada a la cuixa. Aquesta variació permet emfatitzar el preestirament del grup muscular objectiu, fins i tot si cal mobilitzar l'articulació del maluc i no la frontissa lumbar, ja que els isquiotibials estan influenciats per la variació de l'angle del primer però no de la segona articulació esmentada. Per entendre si el moviment de flexió del bust s'ha realitzat correctament, només cal comprovar el arqueig de la corba lumbar: si la corba és fisiològica i inalterada vol dir que la flexió del bust s'ha produït correctament a través de la mobilització del maluc; mentre que si la corba lumbar està aplanada, vol dir que només o també s'ha mobilitzat la frontissa lumbar per permetre la flexió del bust, amb el risc d'anul·lar més preestiraments dels isquiotibials. Aquesta maniobra, però, és possible gràcies a una àmplia mobilitat i allargament dels isquiotibials. Tot i que cap investigació ha comparat l'activitat electromiogràfica dels isquiotibials entre el curl de la cama asseguda i el curl de la cama estirada per tal d'establir la validesa d'aquest principi, aquestes conclusions, també confirmades per alguns autors, es van basar en diverses anàlisis electromiogràfiques 1] ., tots els quals han establert de manera unívoca com els isquiotibials biarticulars són més forts quan són més allargats, és a dir, quan el maluc es posa en flexió durant la flexió de la cama:
| «                                                 | La lunghezza del muscolo è stata cambiata variando l'angolo dell'anca. […] Durante la massima contrazione isometrica, si sono verificati un aumento dell'attività elettromiografica integrata e una diminuzione del torque [essenzialmente la forza muscolare] con l'accorciamento del muscolo, mentre si è verificato il contrario quando il muscolo era in posizione allungata. | » |
| — Lunnen et al., Phys Ther. 1981 Feb;61(2):190-5. | |   |

| «                                                                 | Questi risultati dimostrano che l'attività EMG dei muscoli ischio-crurali durante la massima flessione del ginocchio isometrica e isocinetica varia con la variazione di lunghezza del muscolo o con l'angolo articolare, e che l'attività del capo lungo del muscolo bicipite femorale differisce notevolmente dagli altri tre capi degli ischio-crurali. | » |
| — Onishi et al., J Electromyogr Kinesiol. 2002 Oct;12(5):399-406. | |   |

| «                                                                      | Il massimo torque [la massima forza muscolare] nella flessione del ginocchio si verifica nella posizione più allungata dei muscoli ischio-crurali [una posizione dell'anca più flessa]. | » |
| — Mohamed et al., Clin Biomech (Bristol, Avon). 2002 Oct;17(8):569-79. | |   |

- basat en el principi del preestirament muscular, el curl de la cama asseguda, gràcies a una important flexió de la cuixa al maluc, és millor per estimular els isquiotibials i aïllar-los de la resta de músculs sinèrgics;
- A més, el curl de la cama asseguda, a través de la posició flexionada de la cuixa, aconsegueix portar el sartori i el gràcil en precontracció i, per tant, insuficiència activa, el paper de la qual com a flexors de les cames es veuria reduït o cancel·lat, augmentant la càrrega sobre els isquiotibials. ;
- realitzar el curl de la cama asseguda amb el tors flexionat (mobilitzant l'articulació del maluc) dona com a resultat un preestirament addicional dels isquiotibials, afavorint un major aïllament;
- basat en el principi de la precontracció muscular, el curl de la cama estirada i el curl de la cama dempeus, a través de l'extensió significativa de la cuixa, condueixen a una insuficiència activa dels isquiotibials, augmentant l'activació o distribució de la càrrega en els 5 músculs sinèrgics;
- el curl de la cama ajaguda i el curl de la cama dempeus condueixen significativament a un preestirament gràcil i de vestir en proporció a l'extensió de la cuixa al maluc, augmentant en conseqüència la intervenció;
- el curl de la cama estirada i el curl de la cama dempeus serien, en conseqüència, més adequats per aïllar l'activitat del cap curt del bíceps femoral, poplitis, gastrocnemis, plantars, sartoris i gràcils; mentre que el curl de cames assegut és més adequat per aïllar l'activitat dels isquiotibials;
- d'acord amb les observacions de Poliquin, per augmentar encara més l'aïllament dels isquiotibials al seated leg curl, a més de la flexió del tors, és possible mantenir el peu en extensió flexió planta) per portar el gastrocnemi i el plantar en precontracció (músculs sinèrgics biarticulars que travessen les articulacions del turmell i el genoll) reduint la seva activitat com a flexors de cames;

## Aspectes anatòmics i biomecànics
L'objectiu principal del curl de cames és estimular els isquiotibials, un grup muscular format pel bíceps femoral, el semimembranós i el semitendinós. Aquests tres caps comparteixen essencialment dues funcions, és a dir, la de flexionar la cama sobre la cuixa, i la d'estendre la cuixa sobre el maluc.
Hi ha controvèrsia sobre la definició i funció dels isquiotibials. De fet, dins d'aquest grup també s'acostuma a incloure el cap curt del bíceps, tanmateix, en l'etimologia del terme, "isqui" implica un grup de músculs que s'originen a partir de l'isqui o tuberositat isquiàtica, és a dir, una protuberància òssia que constitueix la part inferior de la pelvis. Per aquest motiu, tot i ser reconegut com un únic grup muscular, el cap curt del bíceps quedaria de fet exclòs de la definició d'isquiotibial, puix que no prové de l'isqui, ni és biarticular (no creua dues articulacions) a diferència dels altres tres caps. El cap curt és monoarticular, originari de la línia aspra i generalment a la part posterior del fèmur i compartint només la inserció amb el cap llarg. A més, precisament per això, el cap llarg del bíceps femoral, el semimembranós i el semitendinós, donat el seu caràcter biarticular, són sinèrgics en la majoria de les seves funcions, mentre que el cap curt del bíceps femoral comparteix amb la resta de caps l'única funció del flexor de la cama, però no participa en l'extensió de la cuixa. Per tant, les estratègies per aïllar o centrar més el treball en el cap llarg del bíceps femoral, el semimembranós i el semitendinós, serien diferents de les adoptades per estimular més el cap curt del bíceps femoral. Per exemple, exercicis com el pes mort de cames rectes o el mig pes mort romanès que mobilitzen només l'articulació del maluc i no el genoll, no impliquen el cap curt, i el curl de la cama assegut emfatitza el treball en els paquets biarticulars en lloc del cap curt. Mentre que el curl de la cama ajagut, en portar els fascicles biarticulars en precontracció, seria capaç de centrar el treball en el cap curt i en la resta de músculs sinèrgics en la flexió de la cama. Fins i tot en la definició més comuna en anglès, hi ha una tendència a definir els "isquiotibials" (el terme "isquium" no apareix, però també es poden reconèixer com a "músculs isquiotibials") com un grup completament biarticular que travessa les articulacions del maluc i del genoll, fins i tot tenint en compte que el cap curt del bíceps que els compon és monoarticular i no mobilitza el maluc. Per tant, fins i tot aquesta definició exclouria efectivament el cap curt del bíceps del grup muscular en qüestió. En qualsevol cas, cal distingir els isquiotibials o isquiotibials pròpiament anomenats, és a dir, els feixos biarticulars que s'originen de l'isqui (cap llarg del bíceps femoral, semimembranós i semitendinós) i que són sinèrgics tant en la mobilització del maluc i el genoll, amb l'únic feix monoarticular (cap curt del bíceps femoral), que encara que formalment pot entrar dins de la definició del múscul que constitueix els isquiotibials, presenta diferències biomecàniques importants, sent sinèrgic només en alguns moviments, i el màxim estímul de la qual de manera aïllada s'aconsegueix amb diferents estratègies.
Com s'ha comentat àmpliament anteriorment, encara que no s'han analitzat a la literatura les diferències en l'activitat electromiogràfica (EMG) entre els diferents flexors de les cames durant les diferents variacions del curl de la cama, és possible establir amb certesa que els isquiotibials intervenen més en el curl de cames assegudes en comparació amb altres modalitats, perquè aquesta és l'única màquina que aconsegueix maximitzar el preestirament d'aquest grup muscular i també comporta la desactivació de les sinergies sartori i gràcil (insuficiència activa). Com a confirmació addicional, el fet que els isquiotibials intervinguin més amb el maluc flexionat s'ha informat en diverses investigacions científiques i en alguns textos d'anatomia. Altres maneres d'emfatitzar l'estimulació consistirien a realitzar el curl de la cama asseguda amb el tors flexionat -per portar-lo a més preestirament- i amb el peu estès (flexió plantar) per desactivar també el gastrocnemi i el plantar. El curl de cames de genolls porta la cuixa a un major nivell de flexió, reduint el preestirament dels isquiotibials, mentre que el curl de la cama dempeus i el curl de la cama estirada serien els menys efectius per estimular aquest grup muscular perquè imposen la major preestirament; contracció i insuficiència activa, augmentant l'activació del sartori i gràcil, i centrant el treball en la resta dels diferents flexors de la cama. Per dirigir l'estimulació sobre els isquiotibials laterals (bíceps femoral), es realitza el curl de cames amb els dits dels peus girats cap a dins, a l'inrevés per dirigir el treball més gran sobre els isquiotibials medials (semimembranós i semitendinós) els dits dels peus cap a fora. Sembla clar que si es busca un major aïllament de la resta de flexors, el curl de la cama ajaguda i el de la cama dempeus serien els més adequats. Si es pretén centrar l'activitat muscular en el gastrocnemi, no només cal realitzar els últims mètodes esmentats per desactivar els isquiotibials, sinó que també cal mantenir el peu flexionat (flexió dorsal). En resum, els diferents leg curls no s'utilitzen necessàriament per a estressar els isquiotibials, sinó que també es podrien utilitzar per maximitzar l'estrès aïlladament del gastrocnemi, cap curt del bíceps o poplitis segons la variant escollida.
Músculs implicats en la flexió de les cames:
- Múscul semimembranós *
- Múscul semitendinós *
- Múscul isquiotibial (cap llarg) *
- Múscul isquiotibial (cap curt) *
- Múscul popliti
- Múscul gastrocnemi
- Múscul plantari (o plantari gràcil)
- Múscul sartori
- Múscul gràcil

*feixos que formen el grup muscular dels isquiotibials: el cap curt del bíceps no és del tot sinèrgic amb els altres tres paquets que formen aquest grup muscular.